# 신모에봉
신모에봉(일본어: 新燃岳 신모에다케[*])은 일본 규슈 하단부 미야자키현 고바야시시와 가고시마현 기리시마시의 경계에 있는 기리시마 화산의 봉우리 가운데 하나이며 해발 1,421m이다. 산 정상에는 직경 750m, 깊이 180m의 원형 화구호가 존재하며 현재까지도 화산활동이 활발하여 지자체에서는 화산 상황에 따른 경계 수준을 나누고 있다. 2011년 1월 화산이 분화하였다.

## 역사속 분화
신모에봉은 기리시마 화산 봉우리 중에서 가장 최근에 만들어진 것으로, 산체는 2억 5천만년 전부터 1억 5천만년 전 사이에 만들어졌다. 화산 활동은 수천년간 멎어 있었으나, 1637년부터 다시 분화하기 시작하였다.
- 1637년(간에이 14년)부터 1638년(간에이 15년)에 걸쳐 간헐적으로 분화가 일어나, 들과 사원을 태웠다는 기록이 있다.

- 1716년 3월 11일(쇼토쿠 6년 2월 18일), 큰 소리와 함께 수증기 폭발이 일어나, 검은 연기가 피어올랐다. 신모에봉 동쪽을 흐르는 다카사키 강(高崎川)에 화산이류가 발생했다. 일련의 분화 활동이 단발적으로 1년 반가량 이어졌다고 전해지며, 하치조섬에서도 화산재가 관측되었다. 같은 해 11월 9일(9월 26일),밤부터 다시 분화가 시작되었다. 주위에 여러 개의 화구가 만들어졌고 화산쇄설류가 발생, 가까운 산림에까지 화재가 번져, 부상자는 31명에 불에 탄 가축들은 400여마리에 달했다. 신사와 절 610채가 소실되었고, 수확량 기준으로 6만6천 섬의 농업 피해가 보고되었다.

- 1717년 2월 7일부터 10일(교호 원년 12월 26일부터 29일)에 걸쳐 분화가 반복되어, 기리시마 화산 동쪽에 광범위하게 화산재가 떨어졌다. 2월 13일(교호 2년 1월 3일) 아침 9시 무렵, 화산쇄설류를 포함한 강력한 분화가 발생, 사망 1명, 부상 30명, 불에 타 숨진 소와 말 420 마리의 피해가 발생했다. 신사와 절, 농가 등 134 채가 화재라 소실되었다. 주위의 전답은 두께 10~20cm의 화산재로 뒤덮여, 농업 피해는 3만 7천 섬에 달했다. 2월 17일부터 21일(1월 7일부터 11일)에도 단발적인 분화가 있었다. 같은 해 9월 19일(8월 15일), 교호 분화 가운데 최대 규모의 분화가 발생했다. 고온의 화산 자갈을 분출하면서 화산재가 광범위하게 내려 쌓였다. 주민들 사이에 유언비어가 널리 퍼져, 당시 사쓰마번 번주였던 시마즈 요시타카는 유언비어를 퍼뜨리거나, 기도 등을 하는 것을 금지하는 포고를 내렸다. 교호 분화 당시에 쏟아진 화산쇄설물에 싸여 탄화된 나무가 현재까지 산중에 남아있다.

- 1822년 1월 12일(분세이 4년 12월 20일), 아침 무렵 산머리 부근에서 흰 연기가 관측되더니, 저녁에 수중기 폭발을 동반한 분화가 일어났다. 14일(22일)에는 남쪽을 흐르는 아모리 강에 이류가 발생했다. 8부 능선 부근에 새로운 분화구가 만들어지고, 부석과 화산쇄설류를 동반한 분화가 반복되었다.

- 1953년(쇼와 28년) 2월 13일, 작은 규모의 폭발이 일어났다. 2월 17일 14시 40분, 공기 진동을 동반한 분화가 시작되어, 검은 연기가 상공 4000 미터에 이르렀다. 그 후 며칠에 걸쳐 분화를 반복한 후, 차츰 종식되어갔다. 분출물 총량은 수십만 톤에 달해, 주위의 농작물이나 산정상 부근의 미야마키리시마 마을에 큰 피해를 남겼다.

## 최근의 분화

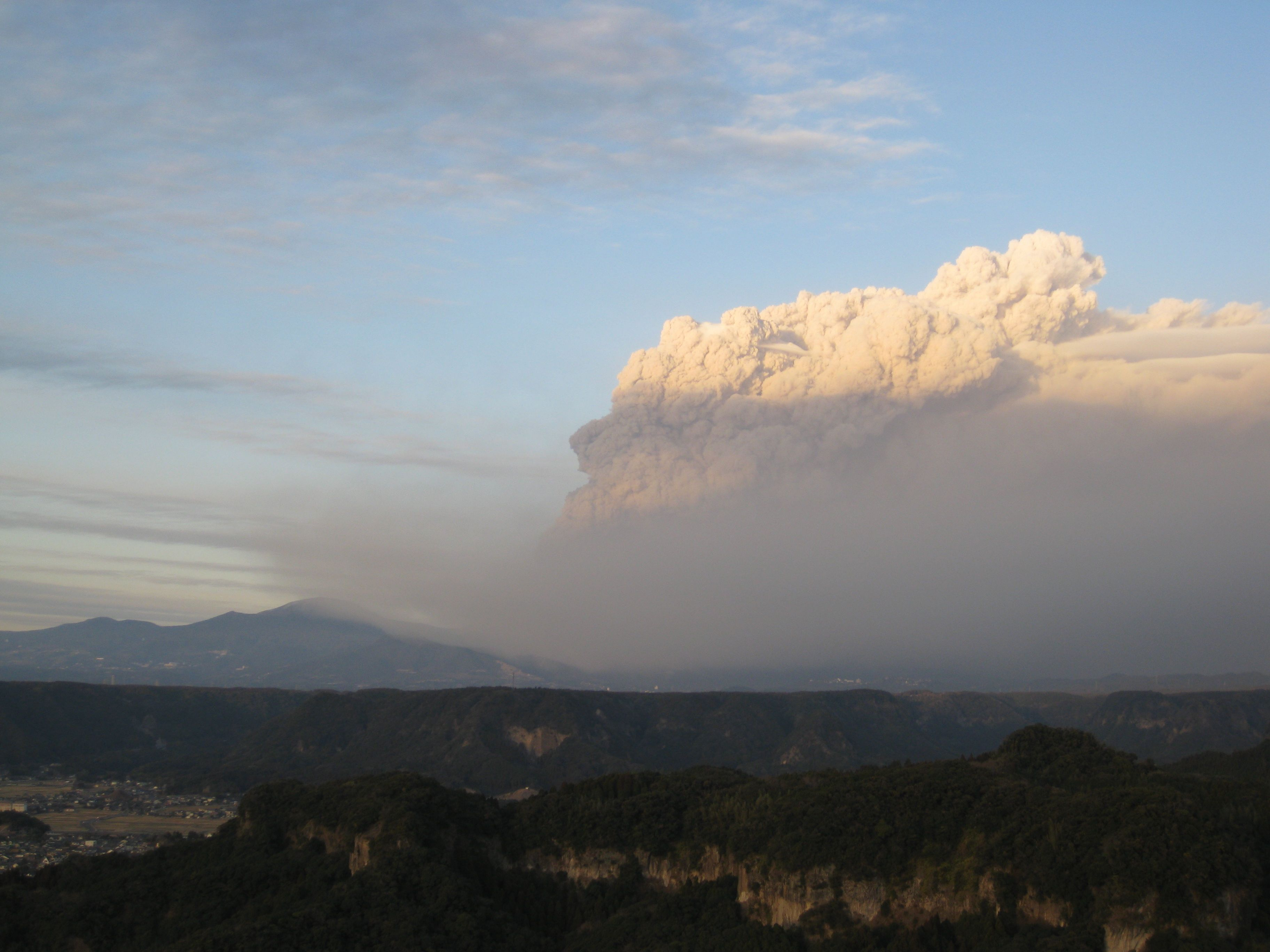
2011년 1월 27일 신모에봉이 분화하는 모습

- 1991년 11월 13일, 산 정상 부근에서 지진활동이 급증해, 26일까지 소규모 지진이 여러번 관측되었다. 1991년 12월부터 다음 해 2월까지 화산재를 동반한 소규모 분화가 일어나, 1991년 11월 26일부터 2004년 1월 30일까지 입산 금지 조치가 내려졌다.
- 2008년 8월 22일, 다시 분화가 일어났다.
- 2009년 4월, 산 정상 화구호의 색이 에메랄드색에서 갈색으로 바뀌었다. 그 뒤 7월 초순, 다시 원래의 에메랄드색으로 돌아온 것이 확인되었다.
- 2011년 1월 19일, 분화가 일어나 22일, 26일의 짧은 간격으로 분화가 일었다. 미야코노조시에서부터 멀리 니치난시까지 화산재가 떨어졌고 26일 15시 40분에는 화구에서 상공 1500m까지 연기가 오르는 것이 확인되었다. 27일 15시 45분, 폭발적인 분화가 산기슭으로부터 확인되어, 화구에서 2500m 높이까지 연기가 치솟았다. 분화 경고 레벨은 2단계에서 신모에봉에서 가장 높은 3단계가 되었다. 공기 진동이 규슈 지방 각지에서 발생해, 가장 멀리 떨어진 곳은 시코쿠 지방의 에히메현이나 고치현까지도 전해졌다. 이 분화에 의해 미야자키 자동차도 상하행선 다카하루 IC에서 다노 IC까지가 화산재의 영향으로 통행 금지가 되었고, 항공편도 결항되었으며, 규슈 여객철도의 닛포 본선, 니치난 선, 깃토 선 등의 일부 구간이 운행 중지되었다. 또한 화산과 인접한 일부학교들은 휴교령이 내려졌다.[1]
- 2011년 3월 14일 오후, 분화가 일어나 4000m의 가스를 분출했다. 3월 11일에 일어난 도후쿠 지진에 의해 촉진된 분화라고 추측되고 있다.[2]

### 2018년
- 2018년 3월 6일 오후, 분화가 일어나 연기가 2,300m 치솟았다.
- 2018년 3월 25일 분화로 화산재와 연기가 3,200ｍ까지 치솟았고, 화쇄류가 800ｍ가량 흐른 것이 관측되었다.
- 2018년 4월 5일 새벽 3시 31분경 화산이 폭발적으로 분화했다. NHK에 따르면 화산재와 연기가 5000m 상공으로 치솟고 큰 화산 돌덩이가 1.1km 밖에까지 날아갔으며 많은 양의 화산재가 발생했다고 보도했다.[3]
- 2018년 5월 14일 오후 2시 44분경 신모에다케 화산이 폭발해 화산재와 연기가 4500m 상공으로 치솟았다.[4]
- 2018년 6월 22일 오전 9시 9분경 폭발하여 연기를 화구에서 2600m 상공까지 뿜어냈다. 분화하면서 화산 자갈이 화구 중심에서 1.1km 떨어진 곳에 날아들었다.[5]

### 2019년
- 2019년 2월 25일 오후 2시경 신모에다케 화산이 레벨 1에서 2로 격상했다.[6]